# Lactuca viminea subsp. chondrilliflora
Lactuca viminea subsp. chondrilliflora é uma subespécie de planta com flor pertencente à família Asteraceae. 
A autoridade científica da subespécie é (Boreau) Bonnier, tendo sido publicada em Malag., Subesp. Variacion Geogr. 16. 1973.
Os seus nomes comuns são alface-brava-de-talo-flexível, leituga-branca ou leituga-brava.

## Portugal
Trata-se de uma subespécie presente no território português, nomeadamente em Portugal Continental.
Em termos de naturalidade é nativa da região atrás indicada.

## Protecção
Não se encontra protegida por legislação portuguesa ou da Comunidade Europeia.